# Cometa perdut

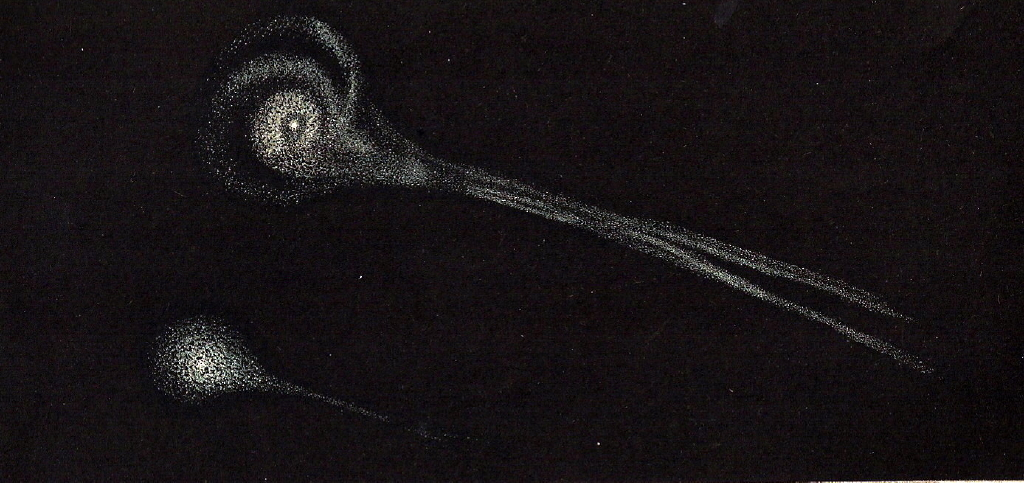
El cometa Biela va ser vist en dos trossos el 1846, i no ha estat observat des de 1852

Un  cometa perdut és una cometa descobert prèviament que ja no pot ser observat, en general perquè no hi ha prou dades per calcular amb exactitud l'òrbita del cometa i predir la seva ubicació. Els cometes perduts es poden comparar amb els asteroides perduts, però són molt diferents a causa de les forces no gravitacionals que poden afectar les òrbites dels cometes (un d'ells és l'emissió de jets de gas des del nucli del cometa). Alguns astrònoms s'han especialitzat en aquest àmbit, com ara Brian G. Marsden, que va predir amb èxit el retorn el 1992 del cometa perdut Swift-Tuttle. També a diferència dels asteroides, alguns cometes perduts no s'espera que tornin al sistema solar interior, i fins i tot molts cometes no perduts no s'espera que retornin durant centenars d'anys.
Els cometes també poden quedar-se sense els volàtils (veure cometes extints), es desintegren, o xoquen amb un altre objecte. Eventualment, la majoria dels materials volàtils contingudes en un nucli del cometa s'evaporen i es converteix en un estel petit i fosc, una massa inert de roca o de runa que poden semblar-se a un asteroide.
De vegades, el descobriment d'un objecte resulta ser un redescobriment d'un objecte perdut prèviament, la qual cosa es pot determinar mitjançant el càlcul de la seva òrbita i posant en comú posicions calculades amb les posicions esperades de l'objecte perdut. En el cas dels cometes perduts això és especialment difícil.
Per exemple, el cometa 177P/Barnard (tambiénP/2006 M3), descobert per Edward Emerson Barnard el 24 de juny de 1889, va ser redescobert després de 116 anys, el 2006. El 19 de juliol de 2006, 177P va estar a 0,36 ua de la Terra.
Els cometes poden haver desaparegut però no ser considerats perduts, encara que no se’ls esperi de nou durant centenars o fins i tot milers d'anys. Amb telescopis més potents s'ha fet possible observar els estels durant períodes més llargs de temps, fins i tot després que esclatin. Per exemple, el cometa Hale-Bopp era observable a simple vista uns 18 mesos després del seu apropament el 1997. S'espera que romangui observable mitjançant grans telescopis fins potser el 2020, moment en el qual s'acostarà a la magnitud 30.
Els cometes que s'han perdut o han desaparegut tenen els noms amb una "D".
... als asteroides alguns cops el hi son assignats números abans de la determinació acurada dels elements orbitals, de manera que alguns asteroides numerats no poden ser localitzats posteriorment. Aquests objectes van ser referits com asteroides perduts.   

## Taula
Els cometes són generalment observats periòdicament. A vegades no se’ls torna a trobar, mentre que altres vegades es poden trencar en fragments. Aquests fragments poden de vegades ser observats, però el cometa ja no s'espera que torni. Altres vegades, un estel no serà considerat com perdut fins que no apareix en un temps previst. Els cometes també poden xocar amb un altre objecte i no ser tornats a veure, com per exemple el cometa Shoemaker-Levy 9, que va xocar amb Júpiter el 1994.
| Nom (s)                    | Inicialment descobert | Recuperat o perdut     | Destí/estat                   |
| -------------------------- | --------------------- | ---------------------- | ----------------------------- |
| 34D/Gale                   | 1934                  | 1938                   | Perdut des de 1938            |
| 206P/Barnard-Boattini      | 1892                  | 2008                   | Trobat des de 2008            |
| 15P/Finlay                 | 1886-1926             | 1953                   | Trobat des de 1953            |
| 107P/Wilson-Harrington     | 1949                  | 1992                   | Trobat des de 1992            |
| 73P/Schwassmann-Wachmann   | 1930                  | ?                      | Desintegració (1995)          |
| 25D/Neujmin                | 1916                  |                        | Considerat perdut des de 1927 |
| 69P/Taylor                 | 1915                  | 1976, 1984, 1990, 1998 |                               |
| 11P/Tempel-Swift-LINEAR    | 1908                  | 2001                   | Trobat des de 2001            |
| 113P/Spitaler              | 1897                  | 1993                   | Trobat des de 1994            |
| 205P/Giacobini (D/1896 R2) | 1896                  | 2008                   |                               |
| 18D/Perrine-Mrkos          | 1896                  | 1955                   | Perdut                        |
| 17P/Holmes                 | 1892-1906             | 1964                   | Trobat a partir del 1964      |
| 177P/Barnard               | 1889                  | 2006                   | Recuperat després de 116 anys |
| 20D/Westphal               | 1852                  | 1913                   | Perdut                        |
| 5D/Brorsen                 | 1846                  | 1857, 1868, 1879       | Perdut des de 1879            |
| 54P/de Vico-Swift-NEAT     | 1844                  | 1894, 1965, 2002       | Trobat des de 2002            |
| 27P/Crommelin              | 1818                  | 1873, 1928             | Trobat des de 1928            |
| 3D/Biela                   | 1772                  | 1852                   | Dissolt (1846), Andromèdids   |
| D/1770 L1 (Lexell)         | 1770                  |                        | Perdut des de 1770            |

## Desintegració

Material ve del component B de 73P/Schwassmann-Wachmann, que es va trencar a partir del 1995, com es va veure pel Telescopi Espacial Hubble.